# Hidnàcies
Les hidnàcies (Hydnaceae) són una família de fongs basidiomicots de l'ordre dels cantarel·lals (Cantharellales). Originàriament aquesta família comprenia totes les espècies de fongs amb himeni (sota del capell) amb unes extensions com dentades. Aquest grup artificial rebia el nom d'Hydnoides (o fongs dentats). En el sentit modern i estricte Hydnaceae estan limitats al gènere Hydnum i gèneres relacionats que tenen els basidiocarps dentats o himeni polipor. Les espècies d'aquesta família són ectomicorríciques. Hydnum repandum (la llengua de bou) és una espècie comestible i comercialitzada que en francès rep el nom de "pied de mouton" i en anglès el de "hedgehog fungus".

## Taxonomia
En la darrera actualització de la taxonomia dels fongs, tres famílies han passat a ser sinònims de la família Hydnaceae i nombrosos gèneres han estat traspassats a aquesta família que ara inclou unes 500 espècies repartides en 25 gèneres:
- Bergerella
- Bryoclavula
- Burgella
- Burgellopsis
- Burgoa (anamorf)
- Cantharellus
- Clavulina
- Corallofungus
- Craterellus
- Gloeomucro
- Hydnum
- Ingoldiella  (anamorf)
- Membranomyces
- Minimedusa
- Multiclavula
- Neoburgoa
- Osteomorpha (anamorf)
- Parmeliicida
- Parastereopsis
- Paullicorticium
- Repetobasidiellum
- Rogersiomyces
- Scotomyces
- Sistotrema
- Sistotremella